# ميل كراجدن
ميل كراجدن OBC هو طبيب كندي و باحث فخري في علم الأمراض والطب الإجهاضي في مركز مراقبة الأمراض و الوقاية منها جامعة كولومبيا البريطانية في فانكوفر، كولومبيا البريطانية . كان المدير الطبي السابق لمختبر الصحة العامة في مركز مراقبة الأمراض و الوقاية منها في كولومبيا البريطانية . و الرئيس الطبي لقسم التهاب الكبد في مركز مراقبة الأمراض و الوقاية منها و أستاذ في قسم علم الأمراض و طب المختبرات في جامعة كولومبيا البريطانية .
لقد حصل كراجدن على درجة البكالوريوس والدكتوراه في الطب وزمالة الكلية الملكية للأطباء في الطب الباطني من جامعة ماكجيل ، ثم حصل على زمالة في الأمراض المعدية من جامعة ستانفورد .تركزت أبحاثه على الوقاية والعلاج من التهاب الكبد، وفيروس الورم الحليمي البشري، وفيروس نقص المناعة البشرية.

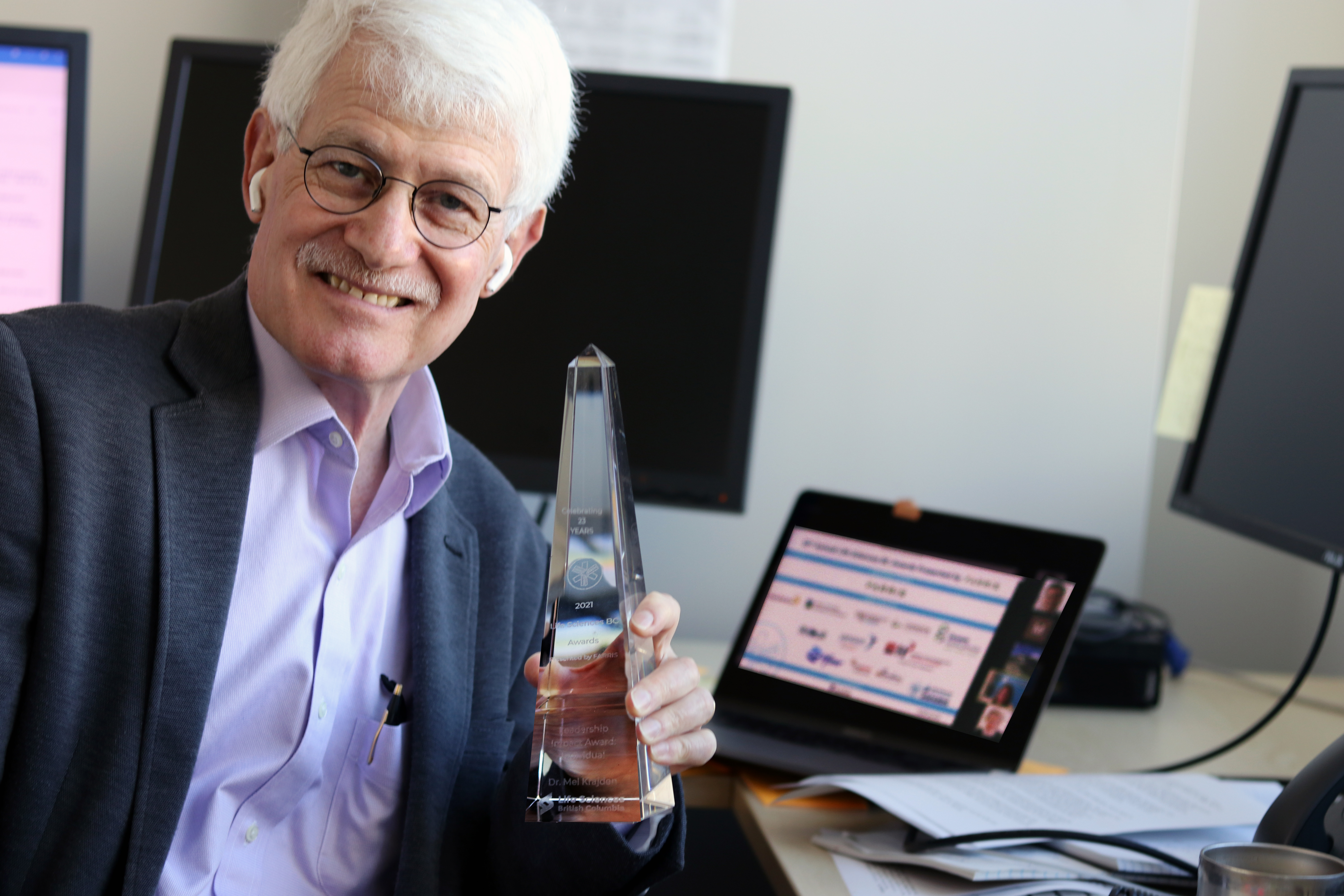
حصل كراجدن على جائزة التأثير القيادي الفردي من Life Sciences BC في 23 سبتمبر 2021، وذلك لقيادته الاستثنائية في معالجة تحديات جائحة كوفيد-19 الفريدة.

في أثناء جائحة كوفيد-19، لعب كراجدن دورًا قياديًا رئيسيًا في الاستجابة الصحية العامة في كندا. تم تحت إشرافه بإقامه مختبر الصحة العامة التابع لمركز السيطرة على الأمراض في كولومبيا البريطانية و لذلك لتطوير اختبار معتمد لـ COVID-19 في غضون 10 أيام من إطلاق جينوم SARS-CoV-2.  كان عضوًا بارزًا في فريق عمل الحكومة الوطنية للمناعة ضد كوفيد-19 . و قام بقيادة العديد من مشاريع البحث حول كوفيد-19 بما في ذلك المشاريع التالية :
- استجب في فبراير 2020 [4] لتسلسل جينوم SARS-COV-2 من جينوم كولومبيا البريطانية، وهو جزء من جينوم كندا ، [5]
- R2ESPOND، وهو مشروع ممول من المعاهد الكندية لأبحاث الصحة، يهدف إلى البحث في العلاقة بين النتائج الجينومية والصحية لعدوى COVID-19 [6]
- EXPands، وهو مشروع لمعالجة النقص العالمي في الكواشف في بداية الوباء، وهو أمر بالغ الأهمية لاختبار المرضى لإنشاء كواشف يمكن التحقق من صحتها في مختبر معتمد من كلية علماء الأمراض الأمريكية ، وإنتاجها على نطاق واسع لتلبية احتياجات الاختبار المتزايدة في كولومبيا البريطانية، [7]
- مشروع لربط بيانات انتقال العدوى بالجينوم الفيروسي والاستجابات المصليّة لـ COVID-19، [8]
- SAfER دراسة العودة إلى العمل التي تتبعت وجمعت البيانات بمرور الوقت حول العدوى والمناعة والاتصالات والأعراض السريرية لـ 1500 موظف متطوع في شركات التكنولوجيا الحيوية التي تتخذ من كولومبيا البريطانية مقراً لها، [9]

كان ميل كراجدن عضوًا متعاونًا في العديد من المشاريع البحثية لكوفيد-19، بما في ذلك مشاريع : تحليل جرثومة كوفيد-19، و البحث المناعي حول الاستجابات المناعية للأجسام المضادة والخلايا،  فحص الخصائص البيولوجية للمتغيرات المثيرة للقلق والعمل العلاجي الجيد،  الدور الذي يلعبه ACEII،  ومعدل الإصابة بكوفيد-19 لدى الأطفال والشباب. 
يعمل كراجدن في اللجنة الاستشارية المتخصصة التابعة لوزارة الصحة الكنديةلتنظيم الدم واللجنة الإستشارية المتخصصة بشأن الخلايا والأنسجة والأعضاء. يلغب دورًا كبيرًا في هذا المجال نسبة إلى خبرته في علم الأحياء الدقيقة الطبية، وعلم المناعة، والطب الباطني والأمراض المعدية.  و هو أمين صندوق جمعية علم الأحياء الدقيقة الطبية والأمراض المعدية في كندا . 
تم الاستشهاد بكراجدن في الصحافة العادية حول موضوعات مثل الفيروس الرئوي البشري، و السارس ، و بالإضافة إلى أكثر من 400 منشور في مجلات المحكمة . 
لقد عيين كراجدن كعضو في وسام كولومبيا البريطانية في عام 2020. 